# Gong Li (Karateka)
Gong Li (chinesisch 龚莉; * 16. August 1999 in Ningde) ist eine chinesische Karateka. Sie kämpft in der Gewichtsklasse bis 68 Kilogramm.

## Karriere
Gong Li belegte in der Altersklasse U21 den dritten Platz der Gewichtsklasse bis 68 Kilogramm bei den Asienmeisterschaften. Ein vergleichbarer Erfolg gelang ihr im Erwachsenenbereich bislang nicht, sie konnte jedoch in derselben Gewichtsklasse bereits je drei Turniere der Karate1 Premier League und der Karate1 Series A gewinnen. Für die 2021 ausgetragenen Olympischen Spiele 2020 in Tokio qualifizierte sich Gong über die Rangliste ihrer Gewichtsklasse, die bei den Spielen mit der bei internationalen Turnieren üblichen Gewichtsklasse über 68 Kilogramm in die olympische Gewichtsklasse über 61 Kilogramm zusammengefasst wurde.  Die Gruppenphase überstand sie dank zweier Siege und einem Unentschieden in vier Kämpfen als Zweite und traf im Halbfinale auf Irina Zaretska. Dieser unterlag sie mit 2:7 und erhielt damit automatisch die Bronzemedaille. Zaretska wurde schließlich Zweite hinter Feryal Abdelaziz, die Olympiasiegerin wurde. Die zweite Bronzemedaille ging an Sofja Berulzewa.